# Kim Jae-sung
Đây là một tên người Triều Tiên, họ là Kim.
Kim Jae-sung (tiếng Hàn: 김재성, sinh ngày 3 tháng 10 năm 1983) là một cầu thủ bóng đá người Hàn Quốc thi đấu cho Udon Thani.
Kim trước đây thi đấu cho Bucheon SK và Jeju United.
Kim tốt nghiệp cùng Học viện Bóng đá với Park Ji-sung. Anh nói rằng đã từng tập luyện với Ji Sung Park khi còn lại một thiếu niên ở trường.
Anh cũng được triệu tập vào đội tuyển và góp công vào thắng lợi 3–1 trước Nhật Bản ở Cúp bóng đá Đông Á 2010.
Ngày 9 tháng 1 năm 2010, Kim ra mắt quốc tế lần đầu tiên cho Hàn Quốc trong trận giao hữu trước Zambia.

## Thống kê sự nghiệp câu lạc bộ
| Thành tích câu lạc bộ | Thành tích câu lạc bộ | Thành tích câu lạc bộ | Giải vô địch | Giải vô địch | Cúp     | Cúp       | Cúp Liên đoàn | Cúp Liên đoàn | Châu lục | Châu lục  | Tổng cộng | Tổng cộng |
| Mùa giải              | Câu lạc bộ            | Giải vô địch          | Số trận      | Bàn thắng    | Số trận | Bàn thắng | Số trận       | Bàn thắng     | Số trận  | Bàn thắng | Số trận   | Bàn thắng |
| Hàn Quốc              | Hàn Quốc              | Hàn Quốc              | Giải vô địch | Giải vô địch | Cúp KFA | Cúp KFA   | Cúp Liên đoàn | Cúp Liên đoàn | Châu Á   | Châu Á    | Tổng cộng | Tổng cộng |
| --------------------- | --------------------- | --------------------- | ------------ | ------------ | ------- | --------- | ------------- | ------------- | -------- | --------- | --------- | --------- |
| 2005                  | Bucheon SK            | K League 1            | 23           | 1            | 0       | 0         | 12            | 1             | —        | —         | 35        | 2         |
| 2006                  | Jeju United           | K League 1            | 20           | 1            | 0       | 0         | 11            | 1             | —        | —         | 31        | 2         |
| 2007                  | Jeju United           | K League 1            | 20           | 2            | 4       | 0         | 4             | 0             | —        | —         | 28        | 2         |
| 2008                  | Pohang Steelers       | K League 1            | 24           | 2            | 3       | 1         | 2             | 0             | 4        | 1         | 33        | 4         |
| 2009                  | Pohang Steelers       | K League 1            | 23           | 1            | 1       | 0         | 3             | 0             | 14       | 4         | 41        | 5         |
| 2010                  | Pohang Steelers       | K League 1            | 24           | 2            | 1       | 0         | 0             | 0             | 9        | 4         | 33        | 5         |
| 2011                  | Pohang Steelers       | K League 1            | 29           | 5            | 3       | 0         | 1             | 0             | —        | —         | 33        | 5         |
| 2012                  | Sangju Sangmu         | K League 1            | 24           | 4            | 2       | 1         | —             | —             | —        | —         | 26        | 5         |
| 2013                  | Sangju Sangmu         | K League 1            | 25           | 3            | 2       | 0         | —             | —             | —        | —         | 28        | 3         |
| 2013                  | Pohang Steelers       | K League 1            | 3            | 0            | —       | —         | —             | —             | —        | —         | 3         | 0         |
| 2014                  | Pohang Steelers       | K League 1            | 29           | 7            | 2       | 0         | —             | —             | 6        | 0         | 37        | 7         |
| 2015                  | Seoul E-Land FC       | K League 2            | 38           | 4            | 1       | 0         | —             | —             | —        | —         | 39        | 4         |
| 2016                  | Seoul E-Land FC       | K League 2            | 17           | 1            | 2       | 0         | —             | —             | —        | —         | 19        | 1         |
| 2016                  | Jeju United           | K League 1            | 8            | 0            | —       | —         | —             | —             | —        | —         | 8         | 0         |
| 2016–17               | Adelaide United       | A-League              | 6            | 0            | —       | —         | —             | —             | 4        | 1         | 10        | 1         |
| 2017                  | Jeonnam Dragons       | K League 1            | 0            | 0            | —       | —         | —             | —             | —        | —         | 12        | 0         |
| Tổng cộng sự nghiệp   | Tổng cộng sự nghiệp   | Tổng cộng sự nghiệp   | 313          | 33           | 21      | 2         | 33            | 2             | 37       | 10        | 404       | 46        |

## Thống kê sự nghiệp quốc tế
| Đội tuyển quốc gia Hàn Quốc | Đội tuyển quốc gia Hàn Quốc | Đội tuyển quốc gia Hàn Quốc |
| Năm                         | Số trận                     | Bàn thắng                   |
| --------------------------- | --------------------------- | --------------------------- |
| 2010                        | 11                          | 2                           |
| 2011                        | 2                           | 0                           |
| 2012                        | 1                           | 0                           |
| Tổng cộng                   | 14                          | 2                           |

### Bàn thắng quốc tế
| # | Ngày                | Địa điểm            | Đối thủ  | Bàn thắng | Kết quả | Giải đấu                |
| - | ------------------- | ------------------- | -------- | --------- | ------- | ----------------------- |
| 1 | 22 tháng 1 năm 2010 | Málaga, Tây Ban Nha | Latvia   | 1–0       | 1–0     | Giao hữu                |
| 2 | 14 tháng 2 năm 2010 | Tokyo, Nhật Bản     | Nhật Bản | 3–1       | 3–1     | Cúp bóng đá Đông Á 2010 |

## Danh hiệu

### Câu lạc bộ
Pohang Steelers
- Cúp Quốc gia Hàn Quốc: 2008
- Cúp Liên đoàn bóng đá Hàn Quốc: 2009
- Giải vô địch bóng đá các câu lạc bộ châu Á: 2009